# Ronquières
Ronquières är en ort i Belgien.   Den ligger i provinsen Hainaut och regionen Vallonien, i den centrala delen av landet, 28 km söder om huvudstaden Bryssel. Ronquières ligger 61 meter över havet och antalet invånare är 1 370.
Terrängen runt Ronquières är huvudsakligen platt. Ronquières ligger nere i en dal. Runt Ronquières är det ganska tätbefolkat, med 166 invånare per kvadratkilometer.. Närmaste större samhälle är La Louvière, 13,7 km söder om Ronquières. 
Trakten runt Ronquières består till största delen av jordbruksmark.